# Iván Fresneda
Iván Fresneda Corraliza (* 28. September 2004 in Madrid) ist ein spanischer Fußballspieler, der als rechter Außenverteidiger bei Sporting Lissabon spielt.

## Karriere

### Verein
Fresneda wechselte 2014 zu Real Madrids Jugendakademie La Fábrica, nachdem er zuvor für EMFO Boadilla und CF Quijorna gespielt hatte. Er verließ den Verein 2018 und verbrachte zwei Jahre bei CD Leganés, bevor er 2020 zu Real Valladolid wechselte. Fresneda wurde im Dezember 2021 von Trainer Pacheta in die Profimannschaft befördert. Am 5. Januar 2022, als sowohl Luis Pérez als auch Saidy Janko nicht zur Verfügung standen, gab er im Alter von nur 17 Jahren sein Profidebüt für die Blanquivioletas und stand bei der 0:3-Heimniederlage gegen Real Betis Sevilla in der Copa del Rey in der Startelf. Bald darauf debütierte er in der Segunda División und konnte mit Valladolid am Ende der Saison 2021/2022 aufsteigen. Er debütierte am 9. September 2022 in La Liga, als er den verletzten Pérez bei der 1:2-Auswärtsniederlage gegen den FC Girona ersetzte.
Am 30. August 2023 gab der Sporting Lissabon die Verpflichtung von Fresneda bekannt, wo er einen Fünfjahresvertrag unterzeichnete. Die Ablösesumme lag bei neun Millionen Euro, plus mögliche Bonuszahlungen in Höhe von drei Millionen Euro. Seine Ausstiegsklausel wurde auf 80 Mio. Euro festgesetzt.

### Nationalmannschaft
Fresneda ist aktueller Jugendnationalspieler Spaniens. Nach Spielen für die U-18 und U-19-Auswahlmannschaften seiner Heimatlandes debütierte er am 16. November 2022 für die U-20-Nationalmannschaft Spaniens bei einem 7:0-Heimsieg in einem Freundschaftsspiel gegen Saudi-Arabien.

## Auszeichnungen

### Sporting Lissabon
- Primeira Liga 2023/24, 2024/25
- Taça de Portugal 2024/25